# Sankt Josef
Sankt Josef osztrák község Stájerország Deutschlandsbergi járásában. 2017 januárjában 1560 lakosa volt. 

## Elhelyezkedése

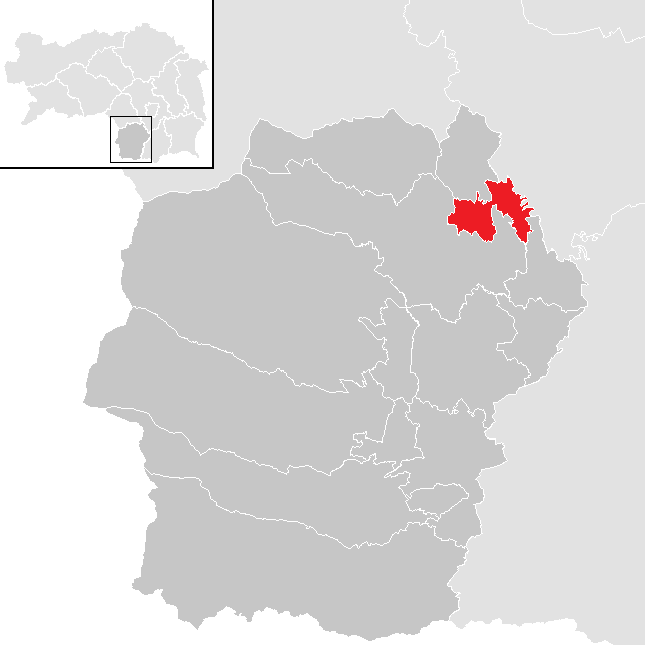
Sankt Josef a Deutschlandsbergi járásban

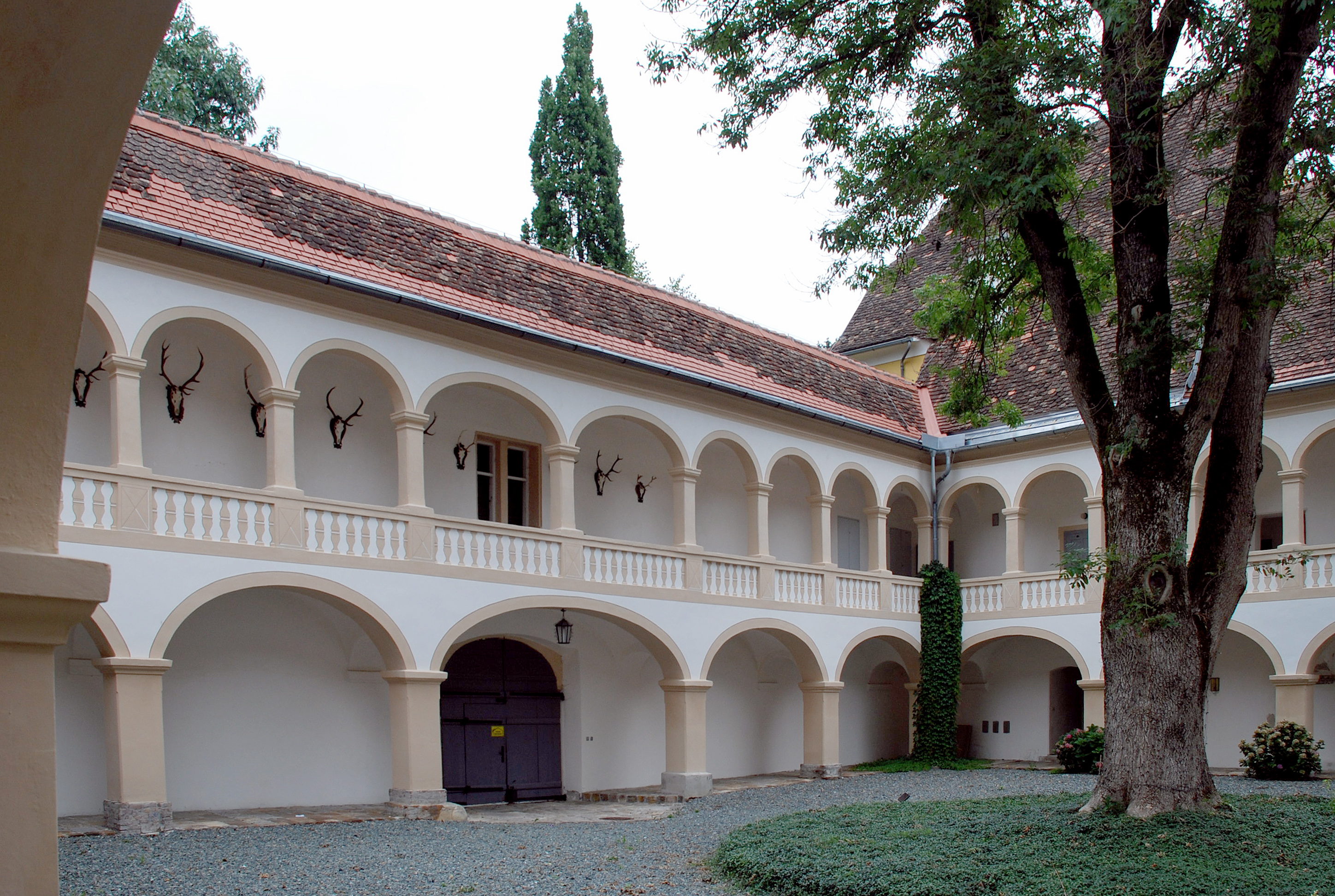
A Rohrbach-kastély árkádos belső udvara

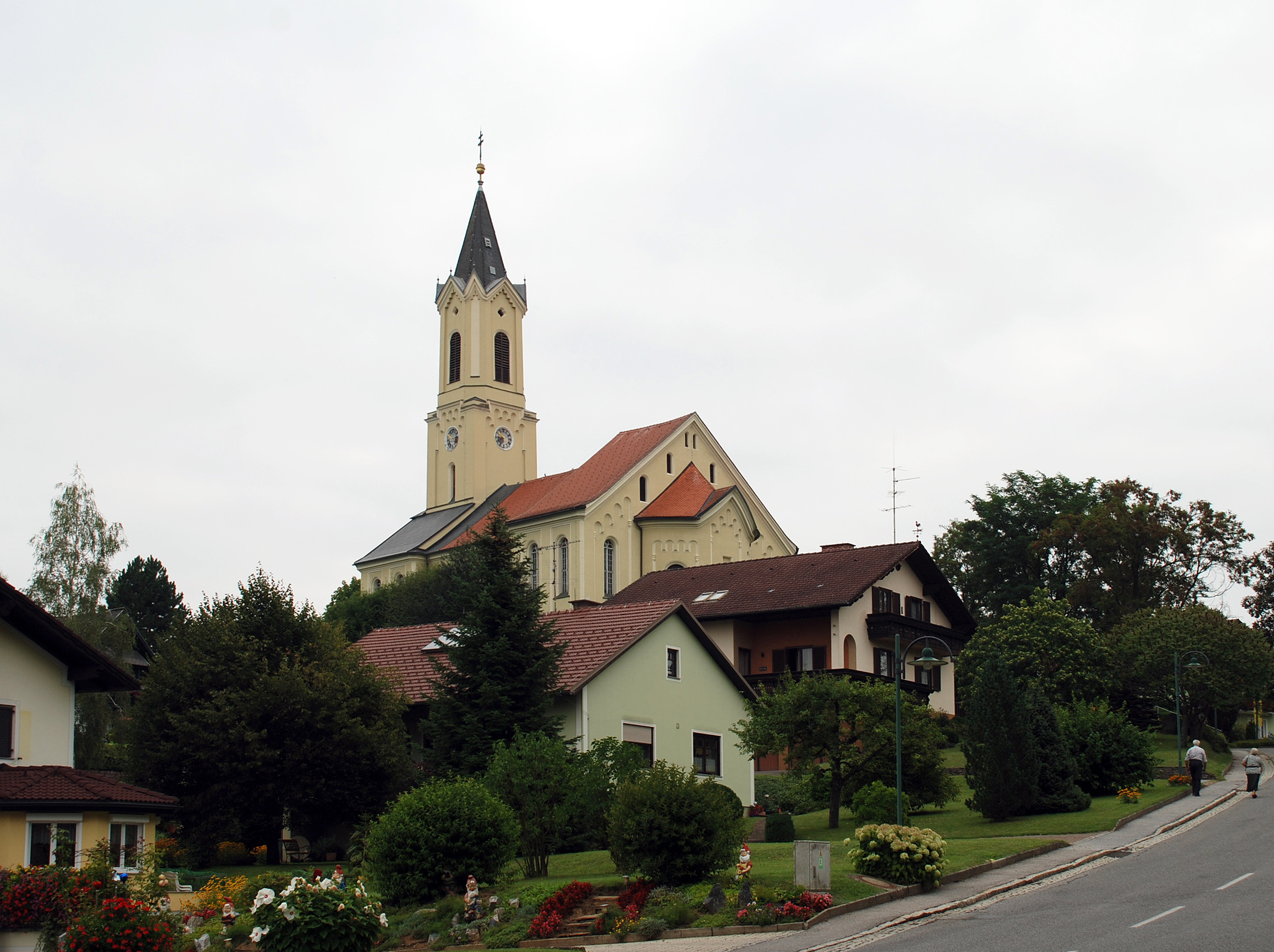
A Szt. József-templom

Sankt Josef a tartomány déli részén fekszik az ún. Nyugat-Stájerország régió (ténylegesen Dél-Stájerországban) dombvidékén, a Deutschlandsbergi járás északkeleti határán. Az önkormányzat 21 három, egyenként katasztrális községet alkotó falut egyesít: Oisnitz (343 lakos), Sankt Josef (665 lakos) és Tobisegg (466 lakos).
A környező települések: délkeletre Preding, délnyugatra Stainz, északnyugatra Lannach, északkeletre Dobl-Zwaring.

## Története
Oisnitz első említése 1056-ból való Odelnisiz formában; ekkor adományozta III. Henrik császár Altwin brixeni püspöknek. IV. Ottokár stájer herceg egy 12. századi oklevele szerint akkor hat telek (Hufe) volt a faluban. 
A község neve 1932-ig Sankt Josef bei Stainz volt; ekkor Sankt Josef-Weststeiermarkra változott. St. Josef és Oisnitz 1920-ig közös önkormányzattal rendelkezett, de ebben az évben szétváltak. 1968-ban a két falu újraegyesült és csatlakozott hozzájuk Tobisegg is, amelynek déli része Predinghez került. 

## Lakosság
A Sankt Josef-i önkormányzat területén 2017 januárjában 1560 fő élt. A lakosság 1961 óta (akkor 1062 fő) folyamatosan gyarapodik. 2014-ben a helybeliek 97,2%-a volt osztrák állampolgár, a külföldiek közül 1,1% régi EU-tagállamból (2004 előtti), 1,4% új EU-tagállamból, 0,1% pedig Szerbiából, Boszniából vagy Törökországból érkezett. A munkanélküliség 2,2%-os volt.

## Látnivalók
- a Sankt Josef-i Rohrbach-kastély 1367-ben épült és építtetőjéről, Friedrich von Rohrbachról kapta a nevét. A 15. század elejétől 1558-ig az Ungnad-családé volt, majd 1602-ben a stainzi apátsághoz került.
- a katolikus Szt. József-plébániatemplom 1850-1858 között épült neoromán stílusban
- az oisnitzi háborús emlékmű

## Fordítás
- Ez a szócikk részben vagy egészben  a   Sankt Josef (Weststeiermark) című német Wikipédia-szócikk ezen változatának fordításán alapul.  Az eredeti cikk szerkesztőit annak laptörténete sorolja fel. Ez a jelzés csupán a megfogalmazás eredetét és a szerzői jogokat jelzi, nem szolgál a cikkben szereplő információk forrásmegjelöléseként.